# Real y Calasancia Cofradía del Prendimiento del Señor y el Dolor de la Madre de Dios
La Real y Calasancia Cofradía del Prendimiento del Señor y el Dolor de la Madre de Dios es una de las 25 cofradías penitenciales existentes en la Semana Santa zaragozana. Fue fundada en 1947 por 136 exalumnos de las Escuelas Pías de Zaragoza, en cuya iglesia han tenido siempre su sede canónica.

## Historia
La Cofradía del Prendimiento fue fundada en el año 1947 por 136 exalumnos de las Escuelas Pías, teniendo lugar la primera imposición de hábitos el 2 de abril de 1947 por el padre Eusebio Biesa en presencia del Hermano Mayor D. Gregorio Soriano y a continuación su primera salida procesional el Miércoles Santo, desde la Iglesia de San Valero en el barrio de las Delicias de Zaragoza, hasta el colegio de las Escuelas Pías, donde se leyó en la capilla el sermón dirigido por el padre Vicente Ortí y llevándose a continuación el paso titular del Prendimiento (propiedad de la Hermandad de la Sangre de Cristo) hasta la Iglesia de Santa Isabel de Portugal. Hay que destacar que esta primera salida procesional era abierta por una sección de Guardia Municipal de Caballería y la Banda de Cornetas de Intendencia.

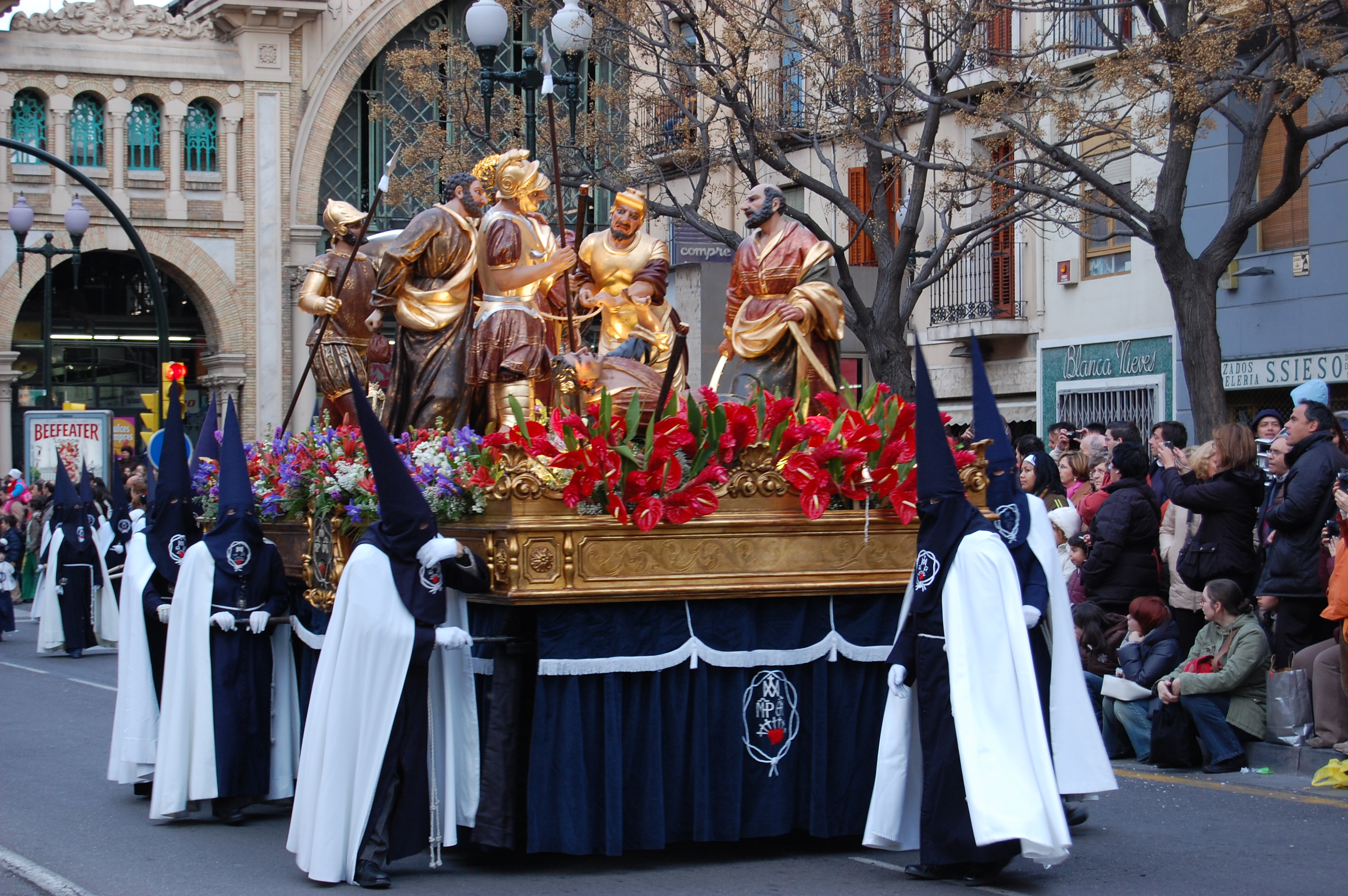
El beso de Judas

Al año siguiente de su fundación en 1948, los hermanos Albareda realizan una pequeña restauración en las figuras del paso titular con la autorización pertinente de la Hermandad de la Sangre de Cristo y se construye la nueva greca.
En la Semana Santa de 1950 se realizó un encuentro con las Cofradías de la Dolorosa y Jesús Camino del Calvario en la calle Alfonso I.
De gran relevancia para la Cofradía es el año 1952, pues a su desfile procesional se incorpora la imagen de la Virgen Dolorosa, cedida por los Padres Escolapios, luciendo un manto bordado por la Madres Carmelitas, y siendo hasta nuestras fechas pilar imprescindible de fervor y devoción. Este mismo año se cambió la salida procesional a la Casa Cuna (antiguo Hogar Pignatelli) organizándose la procesión en la plaza del Portillo.

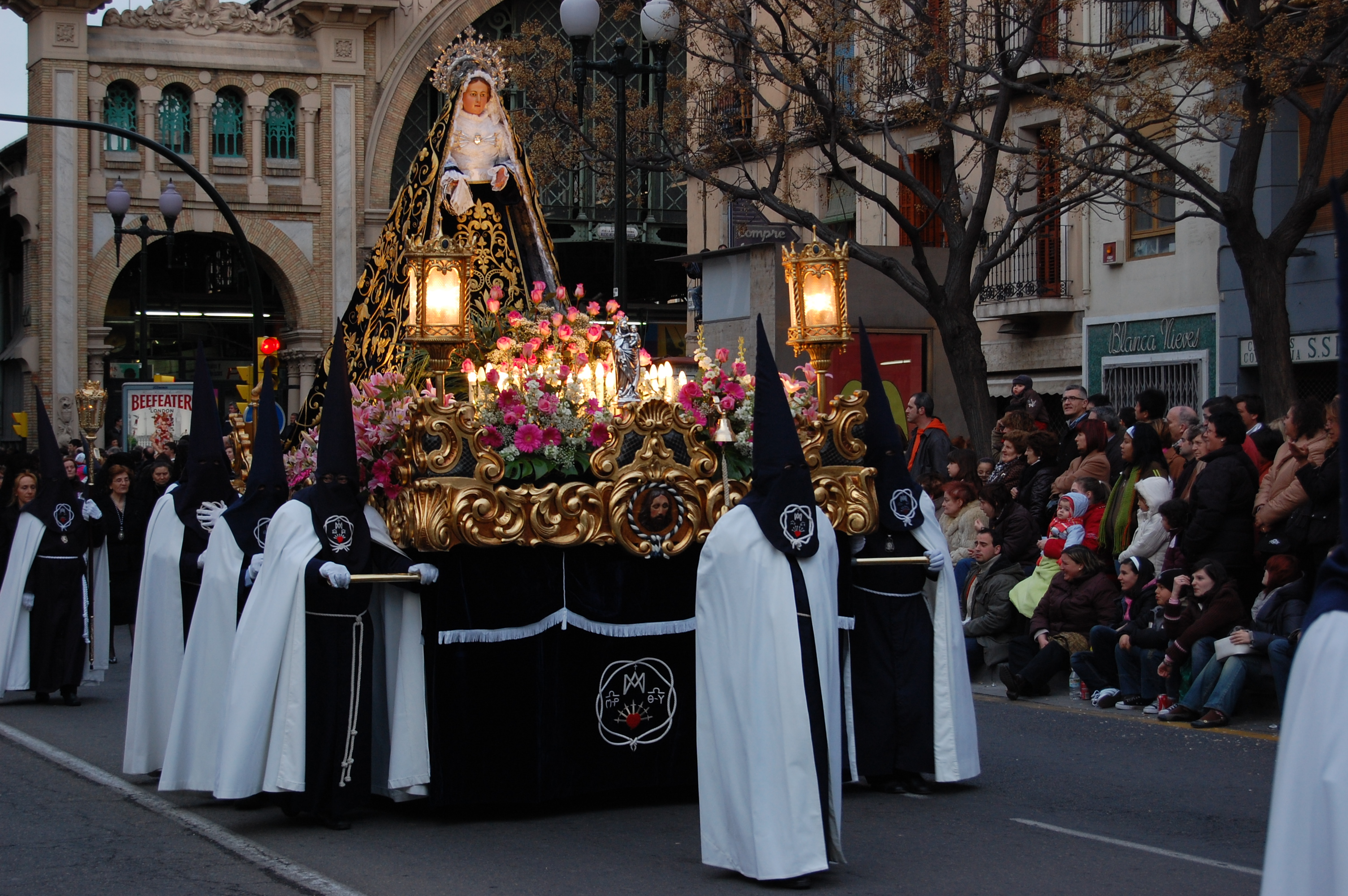
virgen de los 7 dolores

Al año siguiente en 1953, se creó la sección de tambores. Es de esta manera la Cofradía del Prendimiento una de las primeras que transforma la Semana Santa de Zaragoza con sus siete tambores, dos bombos  y un redoblante tocando nuestra primera marcha procesional.
Es donado a la Cofradía un altar en la Iglesia de Santo Tomás de Aquino (Zaragoza) en el año 1962. Tres años más tarde se ubica definitivamente la salida procesional desde el Colegio de los Padres Escolapios.
En el año 1968 se propone sustituir la esclavina por la capa blanca larga cambio que será efectivo en 1972 realizándose dicho cambio de una manera escalonada, pues algunos hermanos se resisten a dejar de usar esta querida prenda.
Los hermanos Albareda construyen en 1969 una nueva greca y diversas mejoras en el paso de nuestra querida Virgen.
Por fin en 1976, el Arzobispado de Zaragoza aprobó la petición de las esposas de los hermanos de la Cofradía para incorporarse a la misma como miembros de pleno derecho. Esta situación se produce después de cuatro años de largas deliberaciones. También ese mismo año se traslada la salida procesional al Colegio Calasancio en la calle Sevilla. Un año más tarde, los hermanos Albareda realizan diversas mejoras en el paso del Prendimiento, como la nueva greca que lo reviste.
En 1986 y 1988 se incorporaron a la procesión la Cruz In memoriam y los Faroles de Cabecera. Es en 1989 cuando se forma en la sección de Instrumentos un Piquete compuesto de timbaletas y cornetas que procesiona con el paso de la Virgen.
El Estandarte procesional que data del año 1928 desfiló por primera vez delante del paso del Prendimiento en el año 1991
En 1993, se incorporó a la procesión un tercer paso, el de Jesús Prendido, siendo desde entonces tres los pasos del conjunto procesional del Prendimiento, Cristo Prendido y la Virgen Dolorosa.

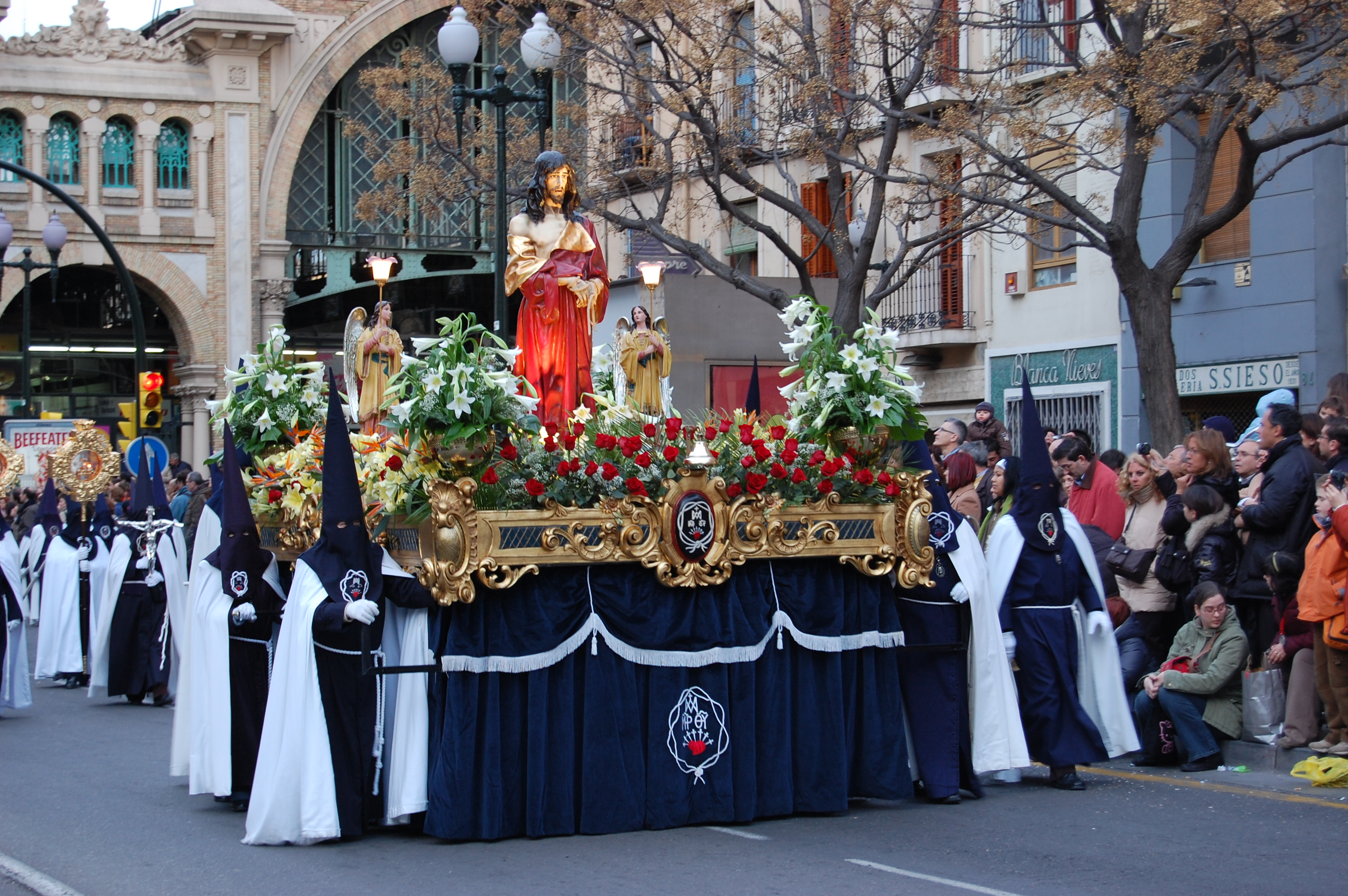
Jesús Cautivo

El cincuenta aniversario celebrado durante los años 1996-1997 tuvo como uno de sus actos principales la organización de una gran exposición conmemorativa en el museo de Montemuzo, realizando un recorrido por el medio siglo de historia de nuestra Cofradía.

En el Capítulo del mes de noviembre de 1999 se aprueba recuperar una prenda de nuestro hábito que se había dejado de usar, la esclavina. Dicha prenda será llevada por todos los niños de bonete que no hayan tomado la Primera Comunión. Será en la Semana Santa del 2000 cuando esta querida prenda vuelva a formar parte de nuestra indumentaria.
Tipos de miembros:
- Hermanos de Honor
- Hermanos Bienhechores
- Hermanos Numerarios
- Hermanos Aspirantes
- Camareras de la Virgen de los Dolores

### SigloXXI
Durante el año 2001 se celebran una serie de actos conmemorativos por el 25 Aniversario de la incorporación de la mujer a la Cofradía. Como acto principal tendría lugar una ofrenda de flores a la Virgen del Pilar acompañada por el obsequio de nuestra medalla en plata. 
Coincidiendo con la Semana Santa del 2002, nuestra queridísima Virgen de los Dolores cumplió 50 años procesionando junto a la Cofradía. En su honor, se realizan una serie de actos dedicados a nuestra Dolorosa. Por primera vez la procesión del Jueves Santo concluyó en el incomparable marco de la Iglesia de Santo Tomás de Aquino de los Padres Escolapios y no en la Rotonda del Colegio como era habitual.
El año 2003 estuvo lleno de hechos relevantes en la historia de Nuestra Cofradía. Se celebró el cincuenta aniversario de la Sección de Instrumentos. Entre otros actos se realizó la grabación de un CD interactivo, en el que junto a imágenes de nuestra historia, se pueden escuchar 20 marchas procesionales. Para dicha celebración se compuso la marcha Cincuentenario.
Otro hecho importantísimo fue la donación de un nuevo manto para nuestra Virgen de los Dolores. Donación realizada por la familia Fernández-Arruga, el manto de gran belleza, realizado por un famoso taller de bordados sevillano, en terciopelo y oro, realza la hermosura de la talla de Nuestra Virgen. También durante esta año se realizó una restauración en la cara y manos de la imagen, ya que el paso de los años, había ido deteriorando la misma.
Antes de la Semana Santa de 2002 se consumó el hermanamiento entre nuestra Cofradía y la Real e Ilustre Congregación de Nuestra Señora de la Soledad y Desamparo de Madrid, hermanamiento que venía trabajándose desde que en el año 2000 el Prendimiento acudió a Madrid a procesionar el Sábado Santo con dicha Congregación en la procesión de la Soledad. Se realizaron dos actos, uno en Zaragoza y otro en Madrid.

### 2003, un año histórico

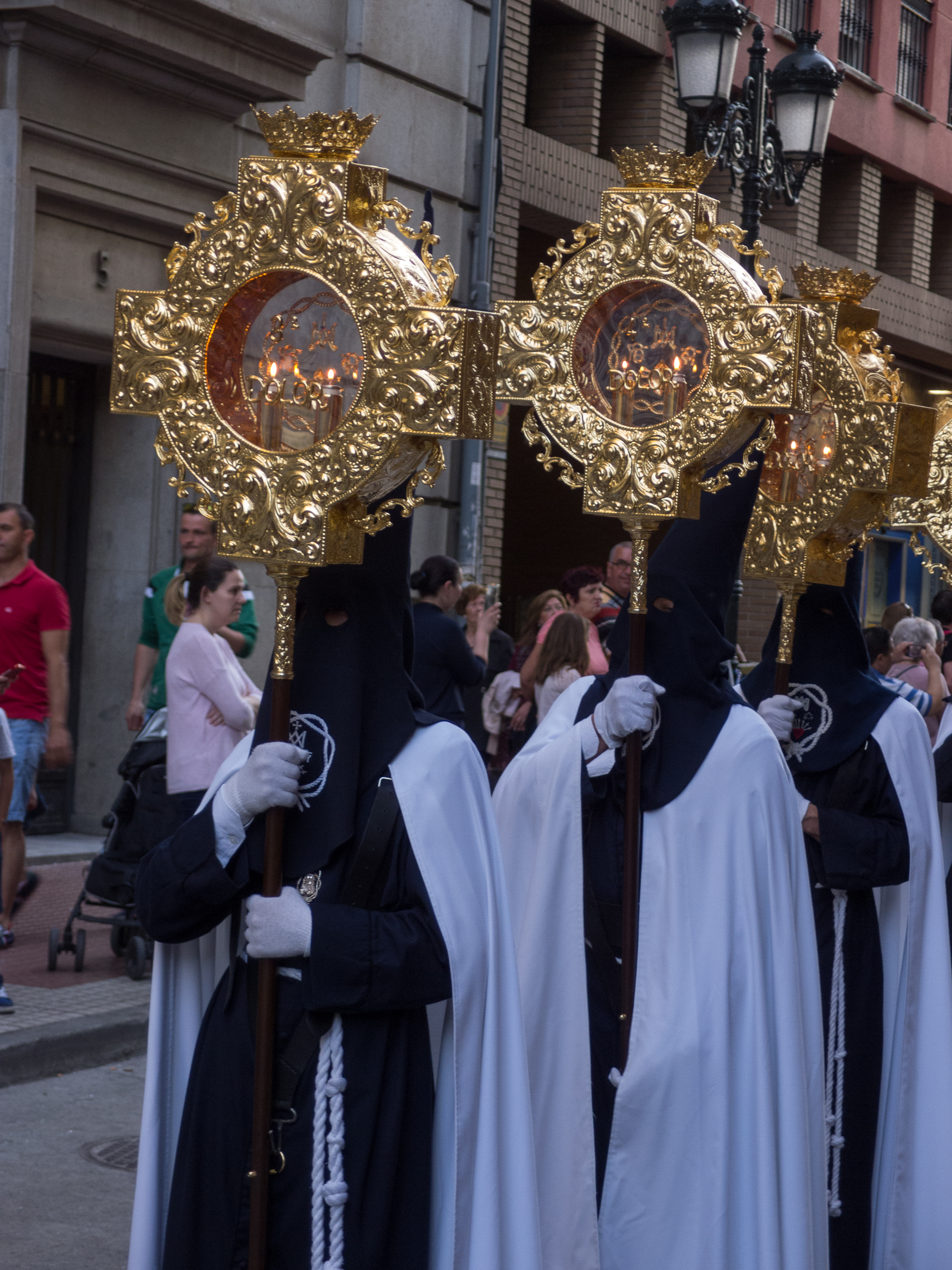
Faroles de los Siete Dolores

Para la Semana Santa de 2002 se estrenaron los faroles de los Siete Dolores, buscando recuperar el acto que antiguamente se realizaba. Desfilaron en fila delante del paso de la Virgen.
Tras la Semana Santa, hubo elecciones a nuevo Hermano Mayor, saliendo elegido D. César Antonio Dorel Bruscas.
Durante las fiestas del Pilar se organizó la I Muestra de la Semana Santa de Zaragoza, en el recinto de la Feria de Muestras, dónde junto a otras ocho cofradías, diversas asociaciones, y la Junta Coordinadora, se mostró a todo el público parte de las actividades, historia, instrumentos, atributos. 
Y por fin, en noviembre de ese mismo año, S.M. D. Juan Carlos I, tuvo a bien aceptar el nombramiento de Hermano Mayor Honorario, lo que supone para la cofradía poder utilizar el título de Real en lo sucesivo.
Como es natural, no todos los años, en la historia de una Cofradía pueden considerarse históricos por los acontecimientos que tienen lugar. Del año 2004, una de las cosas más importantes a destacar fue la organización del III Encuentro Nacional de Cofradías Escolapias. Organizado por nuestra Cofradía, cerca de 100 cofrades escolapios, de toda España, representando a diez Cofradías Escolapias, se dieron cita en Zaragoza, para poder hablar e intercambiar ideas e inquietudes propias de cualquier hermano de una cofradía y particularmente de las nuestras. Las ponencias expuestas nos hablaron de temas relacionados con San José de Calasanz, su espíritu y las Cofradías.
También en 2004, la novedad de la nueva procesión que la Cofradía realiza este año, la procesión del Dolor, que saliendo del colegio de Pompilianas realiza el recorrido habitual hasta la iglesia de santa Isabelde Portugal  (san Cayetano ). Como pasos solo porta el de la Virgen y a lo largo del recorrido se van leyendo los siete dolores de María. 
En el año 2005 a nuestra Cofradía le tocó la organización del tradicional concurso de tambores que tanto en su modalidad infantil, como en la de mayores que se celebra en el Pabellón Príncipe Felipe, año tras año y por delegación de la Junta Coordinadora de Cofradías de la Semana Santa de Zaragoza, organiza cada año una cofradía. El despliegue de organización necesario para ello fue ampliamente cubierto por los hermanos cofrades, que se volcaron en la organización. Casi como un premio, largamente esperado, este año nuestro grupo de concurso obtuvo un quinto premio. Se llevaba mucho tiempo tras él. 
Este año de todas maneras, será recordado por la procesión del Santo Entierro en Viernes Santo. No más incorporarnos a la misma una gran tormenta, con pedregada incluida, nos cogió cerca de nuestra Iglesia. Afortunadamente nuestra Virgen, ante las primeras gotas, se quedó en San Cayetano, pero el paso del Prendimiento sufrió peor suerte.
Los daños causados por la tormenta hicieron que en capítulo extraordinario se aprobase la restauración del paso titular. La restauración fue encargada a Dª. Gloria Tellez, restauradora aragonesa, que hizo un magnífico trabajo, no sólo reparando las figuras sino devolviéndoles sus colores y esplendor original. Un auténtico orgullo el día de la presentación. El mismo año se discutió la necesidad de reparar o renovar el estandarte, que con el paso de los años se encontraba en mal estado. Se optó por realizar una réplica del mismo que sería la que en la Semana Santa de 2006 procesionaría, dejando el original guardado.
Si el año anterior tuvimos que organizar el Concurso de Instrumentos, en 2006 nos tocó organizar el Pregón de la Semana Santa de Zaragoza. Para ello invitamos y aceptó a ser pregonero al Padre General de las Escuelas Pías D. Jesús María Lecea. Un honor y un privilegio el contar con su presencia y oír sus palabras en la Plaza del Pilar. Y como novedad también destacar la organización, por parte de la Cofradía de las I Jornadas Culturales Prendimiento, que impulsadas por un entusiasta grupo de cofrades, organizó tres actos que con el denominador de Música de Pasión, ofreció tres conciertos de Saetas, Jotas y Canto Coral. Una iniciativa cultural de agredecer a la Junta de Gobierno.
En la actualidad, la Real Cofradía del Prendimiento del Señor y el Dolor de la Madre de Dios, cuenta con más de 1200 Hermanos, realiza múltiples actividades a lo largo del año, cuenta con una importantísima sección de instrumentos tanto de jóvenes como de adultos y participa en obras sociales.

## Festividades de la cofradía
- Festividad de la Virgen de los Dolores (15 de septiembre).
- Recuerdo de Nuestros Cofrades Difuntos (2 de noviembre).
- Fiesta de la Cofradía (día de Cristo Rey).
- Día de Confraternidad (diciembre antes de Navidad).
- Festividad de San Valero (29 de enero).
- Domingo anterior al Miércoles de Ceniza.
- Festividad de la Cofradía en Semana Santa.
- Día de las Asociaciones Escolapias (en mayo).

## Anagrama
El anagrama es un doble cordón blanco en círculo anudado en la parte de abajo, simulando la soga que ató las manos de Cristo y en el interior del círculo, bordado, aparece el símbolo escolapio de María y las letras griegas M-P y O-Y que significa Madre de Dios. Debajo, bordado en rojo, un corazón con siete puñales clavados bordados en blanco representando los siete dolores de María. Todo ello sobre el fondo azul marino del capirote.

## Hábito[2]
El dos de abril de mil novecientos cuarenta y siete comienza la historia pública de la Cofradía del Prendimiento del Señor y el Dolor de la Madre de Dios con la ceremonia de imposición de hábitos a los cofrades compuesto de túnica azul de lana, cíngulo blanco anudado a la usanza franciscana, esclavina blanca y capirote azul con el escudo de la Cofradía bordado. Los aspirantes usaron en vez de capirote turbante hebreo con cintas sobre los hombros y espalda.

En el primer desfile procesional, los Hermanos no portaban medalla. Su creación fue un año posterior.
En la actualidad el hábito consta de la túnica azul marino, capa blanca, capirote azul marino con el emblema bordado, cíngulo blanco con 5 nudos, repartidos en 3 y 2, simbolizan los votos religiosos (obediencia, castidad y pobreza) y el lema de San José de Calasanz (piedad y letras), respectivamente; guantes blancos y zapato negro para adultos y en la sección infantil la capa es sustituida por esclavina blanca y el capirote por bonete azul marino de cuatro puntas también con el emblema bordado.

## Sedes
Sede Canónica: Iglesia de Santo Tomás de Aquino.
Sede Social: Colegio de las Escuelas Pías.